# Andrés de Cabrera
Andrés de Cabrera y López de Madrid, marchese di Moya (Cuenca, 1430 – Chinchón, 4 ottobre 1511), è stato un nobile, politico e militare spagnolo del XV e XVI secolo.

## Biografia
Nacque a Cuenca nella prima metà del XV secolo in una famiglia hidalga, da Pedro López de Madrid y López de Cetina e da María Alonso de Cabrera y del Castillo Avilés, di cui era figlio terzogenito; il padre, fu un importante esponente della nobiltà cittadina di Cuenca, di cui fu alcalde nel 1433-36, nel 1446 e nel 1465-66, la madre invece era figlia di Alfonso Gonzalés del Castillo Avilés e della nobildonna Maria Pérez de Cabrera, quest'ultima figlia di Mosen Pietro, cavaliere catalano giunto in Castiglia nel 1366, che discendeva da un ramo cadetto dei Visconti di Cabrera derivato da Gueraldo V.
Cabrera dal lato patrilineare era di ascendenza ebraica, elemento che il medesimo ha cercato di nascondere attraverso la costruzione di false genealogie che attestavano l'adesione al Cristianesimo dei suoi antenati più antichi; in realtà, secondo altre fonti, le sue origini ebraiche sarebbero più recenti, e che il padre fu all'origine un ebreo di nome Davide, rabbino di Cuenca, convertitosi alla fede cristiana. Le sue origini giudaiche poggiano il proprio fondamento anche per il suo legame di parentela con Abraham Senior, rabbino ebreo di Segovia.
Trascorse l'infanzia e l'adolescenza nella sua città-natale, dove ricevette educazione umanistica, e nel 1449 partecipò alla difesa di Cuenca dall'assalto delle truppe comandate da Diego Hurtado de Mendoza. Due anni più tardi, assieme al fratello maggiore Pedro, prese parte alla guerra civile in Navarra del 1451, e militò tra le file delle truppe comandate da Juan Pacheco, I marchese di Villena a sostegno del principe Carlo di Viana contro il padre il re Giovanni II d'Aragona. Al termine del conflitto, che ebbe breve durata, Pacheco lo presentò al Principe Enrico, e lo introdusse così nella corte di quest'ultimo a Segovia.
Dopo l'insediamento di Enrico al trono del Regno di Castiglia e León nel 1454, Cabrera divenne suo cameriere. Servì il sovrano accompagnandolo durante i suoi viaggi, nonché nei luoghi in cui si svolgevano le sue battaglie, e grazie alla stima di Pacheco e di un altro illustre cortigiano, Beltrán de la Cueva, la sua carriera di funzionario reale vide progredirsi con la nomina a maestro e maggiordomo del Regno nel 1462, e nello stesso anno di tesoriere della Casa de la Moneda de Cuenca. Divenuto membro del Consiglio Reale, nel 1468 il Re gli affidò le cariche di governatore e di giustiziere di Segovia, e lo nominò alcalde della Real Alcázar di Madrid, ottenendo la custodia del tesoro reale, che fu depositato in quella fortezza. Nel 1470 fu nominato alcalde di Segovia, ed ebbe inoltre donata la baronia di Moya.
Nel periodo massimo della sua ascesa, Cabrera entrò in contrasto con Pacheco, che tentò in ogni modo di screditarlo davanti al Re Enrico, facendo riferimento soprattutto alla sua condizione di ebreo converso. Lo stesso Marchese di Villena nel 1470 organizzò una rivolta antigiudaica a Segovia, che il Cabrera riuscì a reprimere. Pacheco ebbe notevole influenza sul re Enrico IV, di carattere debole e che gli affidò ampi poteri di governo, ma Cabrera rimase comunque fedele al proprio sovrano; nel 1474, morirono prima Pacheco e poi il Re di Castiglia, e Cabrera aderì a quella fazione che sostenne la successione al trono della principessa Isabella di Castiglia, sorellastra di Enrico, avversa alla fazione a sostegno di Giovanna la Beltraneja, figlia del monarca deceduto, capeggiata da Diego López Pacheco y Portocarrero, figlio ed erede del Marchese di Villena. Entrambe le pretendenti al trono si autoproclamarono Regina di Castiglia, e le due parti andarono in conflitto con la Guerra di successione castigliana.
La guerra di successione si concluse nel 1479 con la vittoria conseguita dalla fazione a sostegno della Principessa Isabella, la quale fu così incoronata Regina di Castiglia. I nuovi sovrani, Isabella e il marito Ferdinando II d'Aragona, per la fedeltà e il sostegno date alla loro causa nel conflitto contro la nipote Giovanna, confermarono al Cabrera tutte le cariche occupate e i privilegi ottenuti sotto il regno di Enrico. Il 4 luglio 1480, i nuovi sovrani lo investirono assieme alla moglie Beatriz de Bobadilla del titolo di I Marchese di Moya - che fu il primo titolo nobiliare da loro concesso - con l'obbligo di usare il doppio cognome Cabrera y Bobadilla. In quello stesso anno, Cabrera fondò la località di Chinchón, che fu popolata da 1.200 vassalli provenienti da Segovia, e di cui ebbe la signoria.
Prese in seguito parte alla Guerra di Granada, dove combatté anche il figlio primogenito Juan, e che si concluse nel 1492 con la vittoria delle armate cristiane castigliano-aragonesi su quelle musulmane dell'Emirato di Granada. I Re Cattolici, con privilegio del 12 settembre 1501, concessero al Cabrera e alla sua consorte Beatriz la coppa d'oro con cui bevvero in quello stesso giorno. Rimasto per molto tempo a Granada, dove svolse funzioni politico-militari per la Corona, nel 1504 morì la Regina Isabella, alla quale succedettero al trono la figlia Giovanna ed il suo consorte Filippo I d'Asburgo: nel 1506 il Re Filippo esautorò il Cabrera dalle sue cariche di alcalde e di castellano di Segovia, per assegnarle a Juan de Villena, signore di Belmonte.
Dopo la morte di Filippo, il trono del Regno di Castiglia venne nuovamente occupato da Ferdinando il Cattolico, che lo ripristinò nelle sue cariche in precedenza privategli dal genero. Ma Cabrera, ormai in età avanzata, si ritirò a Chinchón, dove morì il 4 ottobre 1511.
Fu sepolto nel convento di Santa Cruz de la Carbonera a Chinchón, accanto alla moglie Beatriz, morta nove mesi prima.

### Matrimonio e discendenza
Andrés de Cabrera y López de Madrid, I marchese di Moya, sposò verso il 1469 la nobildonna Beatriz de Bobadilla (1440-1511), che fu amica di infanzia di Isabella di Castiglia, da cui ebbe nove figli:
- Juan Perez de Cabrera e Bobadilla, II marchese di Moya, sposato con Ana de Mendoza, figlia di Diego Hurtado de Mendoza, I duca di Infantado;
- Fernando de Cabrera e Bobadilla, I conte di Chinchón, sposato con Teresa de la Cueva e Toledo, figlia di Francisco Fernandez de la Cueva, II duca di Alburquerque, uno dei suoi figli Andrés de Cabrera-Bobadilla y de la Cueva;
- Francisco de Cabrera y Bobadilla, vescovo di Ciudad Rodrigo e Salamanca;
- Diego de Cabrera e Bobadilla, cavaliere dell'Ordine di Calatrava, comandante di Villarrubia e Zurita, e infine monaco del monastero di Santo Domingo di Talavera de la Reina (Toledo);
- Pedro de Cabrera y Bobadilla, cavaliere dell'Ordine di Santiago, primo religioso domenicano e poi militare;
- María de Cabrera y Bobadilla, sposata con Pedro Fernández Manrique y Vivero, II conte di Osorno;
- Juana de Cabrera y Bobadilla, sposata con García Fernández Manrique, III conte di Osorno;
- Isabel de Cabrera y Bobadilla, sposata con Diego Hurtado de Mendoza e Silva, I marchese de Cañete;
- Beatriz de Cabrera y Bobadilla, sposato con Bernardino de Lazcano, III signore di Lazkao.[21]

## Nella cultura di massa
- Cabrera è uno dei personaggi secondari della serie televisiva spagnola Isabel, ed è interpretato dall'attore Jordi Díaz.